# Iván Pérez Muñoz
Iván Pérez Muñoz (Getafe, 29 de enero de 1976) es un exfutbolista español que jugaba como delantero. Es hermano del también exjugador Alfonso Pérez.

## Equipos
Formado en las categorías inferiores del Real Madrid, debutó en el primer equipo la temporada 1995-96, en la que jugó un total de tres encuentros y marcó un gol. 
La temporada siguiente es cedido al C.F. Extremadura, donde empieza jugando con frecuencia pero su falta de gol hace que poco a poco sus apariciones se vayan volviendo escasas. Disputó un total de 16 partidos sin anotar ningún gol en la liga, al final de la cual el C.F. Extremadura descendería a segunda división.
La temporada siguiente ficha por el Betis, donde ya es una estrella su hermano Alfonso. Sin embargo para Iván las cosas serán más difíciles. Esa temporada es un habitual del banquillo y las segundas partes, con una escasa aportación y para el verano de 1998 parece que será uno de los descartes del equipo. A pesar de todo es convocado con el combinado sub-21 para jugar el campeonato europeo, en el que tuvo una gran actuación: máximo goleador del torneo y anotó el gol de la victoria de España en la final (España 1 - Grecia 0). Su fantástica actuación le da una nueva oportunidad en el Betis, y parece que Iván está dispuesto a aprovecharla cuando en verano en un partido de Copa de la UEFA anota tres goles contra el Vejle. Sin embargo, cuando empieza la liga Iván vuelve a ser un habitual del banquillo y en el mercado de invierno es cedido al Girondins. En el equipo verdiblanco jugó treinta partidos de liga, la mayoría de suplente, anotando un gol.
En la media temporada que jugó en el Girondins estrenó su palmarés a nivel de clubs, ya que el equipo ganó la liga francesa.
Con la cesión finalizada y libre de contrato ficha por el Deportivo de La Coruña en la temporada 1999-00. En el equipo gallego no encuentra su sitio, jugando solo tres partidos, todos saliendo desde el banquillo. No obstante, suma su segundo título de liga ya que el conjunto deportivista ganó el campeonato.
Las dos siguientes temporadas es cedido, primero al C.D. Numancia en la 2000-01 y en la 2001-02 al C. D. Leganés de segunda división. En ninguna de las dos campañas consigue demostrar las cualidades que le hicieron máximo goleador en el Europeo Sub-21 de 1998.
La temporada 2002-03 permanece en el Deportivo pero su situación empeora, ya que entrena pero no juega ni un solo minuto en toda la temporada. El año siguiente, temporada 2003-04, la situación es casi idéntica, sigue formando parte de la plantilla deportivista, pero solo interviene como suplente en las dos últimas jornadas de liga.
Finalizado su contrato con el Deportivo, aun jugó una temporada más en el Girona de Segunda "B", donde se retiró del fútbol profesional.
Actualmente juega en la Liga Indoor con el equipo del Real Madrid.

## Internacional
No llegó a debutar con la Selección Española absoluta, pero fue internacional en categorías inferiores y anotó el único gol de la final del Campeonato de Europa sub-21 en 1998, donde España ganó a Grecia.

## Clubes
| Club                                | País    | Año         | Partidos | Goles |
| ----------------------------------- | ------- | ----------- | -------- | ----- |
| Real Madrid B                       | español | 1992 - 1995 | 29       | 7     |
| Real Madrid                         | español | 1995-1996   | 3        | 1     |
| Club de Fútbol Extremadura (Cedido) | español | 1996-1997   | 16       | 0     |
| Real Betis                          | español | 1997 - 1999 | 30       | 1     |
| FC Girondins de Burdeos             | francés | 1999        | 10       | 3     |
| Real Club Deportivo de La Coruña    | español | 1999-2000   | 3        | 0     |
| C.D. Numancia (Cedido)              | español | 2000-2001   | 13       | 2     |
| Club Deportivo Leganés (Cedido)     | español | 2001-2002   | 32       | 3     |
| Real Club Deportivo de La Coruña    | español | 2002-2004   | 2        | 0     |
| Girona Futbol Club                  | español | 2004-2005   | 20       | 2     |

## Palmarés
Deportivo de La Coruña: 
- Liga Española: 1999-2000
- Supercopa Española: 2000

FC Girondins de Burdeos: 
- Ligue 1 Francesa: 1998-1999

España Sub-21
- Europeo Sub-21: en 1998